# 和歌山県道141号有功天王線
和歌山県道141号有功天王線（わかやまけんどう141ごう いさおてんのうせん）は、和歌山県和歌山市を通る一般県道である。

## 概要
和歌山市六十谷から和歌山市有本に至る。
和歌山市六十谷地区から六十谷橋で紀の川を南へ渡り、国道24号へと至る路線。

### 路線データ
- 起点：和歌山県和歌山市六十谷（六十谷交差点、和歌山県道7号粉河加太線交点）
- 終点：和歌山県和歌山市有本（地蔵の辻交差点、国道24号交点）
- 実延長：3.257 km

## 歴史
- 1959年（昭和34年）5月14日 - 和歌山県が一般県道として有功天王線を認定[1]。
- 2021年（令和3年）10月6日 - 10月3日に発生した六十谷水管橋崩落の影響により、仮設送水管敷設のため六十谷橋が通行止めとなる[2]。
- 2022年（令和4年）6月15日 - 午前5時、六十谷橋の通行止めが解除される[3]。

## 路線状況

### 道路施設

#### 橋梁
- 六十谷橋（紀の川、和歌山市）

## 地理

### 通過する自治体
- 和歌山市

### 交差する道路
| 交差する道路                | 交差する場所 | 交差する場所          |
| --------------------------- | ------------ | --------------------- |
| 和歌山県道7号粉河加太線     | 六十谷       | 六十谷交差点 / 起点   |
| 和歌山県道139号小豆島船所線 | 六十谷       |                       |
| 国道24号                    | 有本         | 地蔵の辻交差点 / 終点 |

### 沿線
- 和歌山市立和歌山高等学校
- 紀の川
- 和歌山市立紀之川中学校